# ماجرای یک پسر و دختری سوار بر دوچرخه
«ماجرای یک پسر و دختری سوار بر دوچرخه» (انگلیسی: The Dude's Experience with a Girl on a Tandem) یک فیلم صامت کمدی آمریکایی است که در سال ۱۸۹۸ منتشر شد. این فیلم ماجرای پسری در ساحل را نشان می‌دهد که وقتی یک دختر با لباس شنا به همراه یک دوچرخه دوترکه را می‌بیند به او نظر پیدا می‌کند.